# Günter Schöpf
Günter Schöpf (* 1970 in Wien) ist ein Brigadier des österreichischen Bundesheeres.

## Militärische Laufbahn

### Ausbildung und erste Verwendungen
Günter Schöpf trat 1988 in das Bundesheer ein und absolvierte bis 1989 seinen Grundwehrdienst. 1989 bis 1992 wurde er an der Theresianische Militärakademie in Wien zum Offizier ausgebildet und wurde anschließend beim 10. Panzerbataillon in Spratzern (Niederösterreich) als Zugs- und Kompaniekommandant eingesetzt.

### Dienst als Stabsoffizier
Von 2000 bis 2003 absolvierte er den 16. Generalstabslehrgang an der Landesverteidigungsakademie in Wien und wurde anschließend dort bis 2005 Lehrer für Taktik, Logistik und Stabsoffiziersausbildung. Es folgten Verwendungen als Stabsoffizier in Brüssel und Wien.

### Dienst im Generalsrang
2012 bis 2013 war er Chef des Stabes der Flieger- und Fliegerabwehrtruppenschule in Langenlebarn (Niederösterreich).

### Auslandseinsätze
- 2010 bis 2011 als Chief of Operations im ISAF Joint Command
- 2015 als J3 Offizier bei der EUMAM RCA (European Union Military Advisory Mission) in der Zentralafrikanischen Republik
- 10. Oktober 2020 bis 17. November 2021[2] als stellvertretender KFOR-Kommandant[3]

## Auszeichnungen und Ehrenzeichen (Auszug)
- NATO Einsatzmedaille Non article 5[4]